# Принсипи
При́нсипи (порт. Príncipe) — остров в Гвинейском заливе Атлантического океана. Второй по величине остров, входящий в состав государства Сан-Томе и Принсипи.

## Общие сведения
Согласно данным Департамента Статистики Организации Объединённых Наций, общая площадь Сан-Томе и Принсипи составляет 960 квадратных километров. Остров Принсипи — 136 км². Вместе с прилегающими островками (Бомбом, Каросу, Тиньоза-Гранде, Тиньоза-Пекена) составляет провинцию Принсипи, а также округ Паге. Находится на расстоянии 160 км от острова Сан-Томе. Размеры 6 на 16 км.
Остров вулканического происхождения, является старейшим из трех вулканических островов Гвинейского залива. Высшая точка пик Принсипи (948 м). Горы расположены в южной части острова. В северной и центральной частях располагались плантации, на месте которых в настоящее время восстанавливают тропические леса. Основные виды экономических деятельности: рыбная ловля, сельское хозяйство и туризм. На острове создан национальный парк Обо и биосферный заповедник острова Принсипи. Территория заповедника охватывает не только надводную часть острова Принсипи, но и прилегающую к нему акваторию, а также мелкие островки и острова Тиньоза. Это не только богатая биоразнообразием экологическая система, побережье и прилегающие к нему воды — место размножения китообразных, морских черепах и морских птиц. По данным ООН, острова являются образцом комплексного экотуризма.
Стремление колонии к независимости началось после переворота 1974 года в Португалии, на островах возникло Движение за освобождение Сан-Томе и Принсипи, которое затем оформилось в единственную политическую партию страны. С изменениями, внесёнными в конституцию в 1990 году, была создана многопартийная демократия. Остров Принсипи обрёл автономию в 1995 году.
Национальная валюта страны — добра (STD), официальный язык — португальский, административно-территориальное устройство: унитарная республика. Государственный праздник: 12 июля (День Независимости), религия — христианство (католицизм).
Климат
Климат экваториальный, постоянно влажный. Крупные реки — Агульяш, Банзу и Папагайу.

## История
Остров открыт португальскими мореплавателями между 1469 и 1472 годами. Острова были необитаемы. Колонизация островов португальцами началась в 1493 году. Затем на острове Принсипи выращивали сахарный тростник, - его плановое производство началось примерно в 1520 году. Для возделывания и обработки плантаций использовали труд рабов, завезённых с находившегося рядом Африканского материка. Заселение островов началось в 1520 году. Португальцы привозили в основном заключенных и еврейских мальчиков, которых отнимали у родителей. Эти острова оставались в XVI веке были крупнейшими в мире производителями сахара, но затем сахарное производство уступило в конкурентной борьбе Бразилии, как основному производителю сахара из тростника.
В 1914 году численность населения островов составляла 58 907 человек, большинство которых (53 969 человек) жили на острове Сан-Томе. После того, как было прекращено производство сахара, на островах стали выращивать какао. Его производство стало основной сельскохозяйственной культурой региона. В 1913 году на долю Сан-Томе и Принсипи приходилась примерно одна шестая часть мирового производства какао. Объем экспорта этой культуры составлял рекордные 43 495 метрических тонн, или 97 процентов от общего объема экспорта островов.
В одной из частей акватории Гвинейского залива, которая принадлежит к территориальным водам, принадлежащим Сан-Томе и Принсипи, нашли нефть. По приблизительным оценкам, маленькое островное государство располагает приблизительно 4 миллиардами баррелей «черного золота», что в три раза превосходит запасы такого государства, как Бруней. Страна надеется уменьшить зависимость от доноров и экспорта какао, используя морскую нефть.

## Население
Население около 6 тысяч человек. Язык в основном португальский, также распространены местные диалекты из группы португальско-креольских языков. Административный центр провинции и округа — Санту-Антонью (единственный город на острове).

## Транспорт, пресса, радио и телевидение
Имеется аэропорт в 3 км к северу от Санту-Антонью. Это единственный аэропорт на Принсипи, и один из трех аэропортов, обслуживающих Сан-Томе и Принсипи. Авиарейсы связывают острова с главным островом страны Сан-Томе.
Государство управляет единственным радио- и телеканалами, но законодательством не запрещено частное вещание. Соблюдается свобода выражения мнений, гарантированная конституцией.